# Alenquer (Portugal)
Alenquer é uma vila portuguesa pertencente ao Distrito de Lisboa com perto de 9 000 habitantes, sendo sede do Município de Alenquer que integra a Comunidade Intermunicipal do Oeste e a NUT II do Oeste e Vale do Tejo. Pertenceu à província histórica da Estremadura.
O Município de Alenquer conta com 304,22 km² de área e 44 445 habitantes (2021), encontrando-se assim subdividido em 11 freguesias. Este município é limitado a norte pelo Município do Cadaval, a leste pela Azambuja, a sudeste pela Vila Franca de Xira, a sul pela Arruda dos Vinhos, a sudoeste por Sobral de Monte Agraço e a oeste por Torres Vedras.
A vila de Alenquer, bem como o município, é banhada pelo rio do mesmo nome.

## Etimologia
O topónimo Alenquer veio do topónimo céltico Aranker ("junto ao rochedo"), através do baixo-latim Alancar.

## Caracterização
Mercê da sua disposição em encosta, partindo do topo de um outeiro em direção ao vale, há muito que Alenquer conquistou o epíteto de "Presépio de Portugal". Berço de Damião de Goes e predileta de Luís de Camões, desempenhou papel preponderante em cada época da história. Testemunho disso mesmo é o seu riquíssimo património: sítios pré-históricos, castelos, conventos, igrejas, ermidas, quintas e casas senhoriais.
Cabeça, há oito séculos, de um vasto município – terceiro em área no Distrito de Lisboa – limitado a norte pelas faldas do Montejunto e a sul pela campina do Ribatejo, apresenta uma paisagem característica, transição entre o campo outeirado da Estremadura e a planície, onde a vinha é predominante e base ancestral da sua economia.

## Atividades económicas
O município de Alenquer pode ser visto, em traços gerais, como um espaço em processo de expansão, sobretudo urbanisticamente, e em que a base económica é fortemente marcada pela agricultura, em especial a vinha e o vinho. 
A evolução tem vindo a ser condicionada pelo posicionamento territorial do município em relação à Área Metropolitana de Lisboa (AML), principal centro de produção e consumo do país. Esta circunstância, muito ligada à proximidade geográfica e à crescente dotação em matéria de infraestruturas de transporte, conferiu a Alenquer (nomeadamente às zonas do município melhor servidas neste domínio) uma significativa vantagem competitiva com efeitos na criação de importantes dinâmicas de desenvolvimento

### Setor primário

#### Agricultura
Principais produções por ordem de grandeza: vinha, prados temporários, culturas    forrageiras (criação de gado, regime de pousio), cereais (sobretudo grão) Predomínio das culturas extensivas e de sequeiro. Zonas da Merceana, Labrugeira e Olhalvo responsáveis por 20% a 25% da produção de vinho da região Oeste.

#### Pecuária
Alenquer produz sobretudo aves e coelhos.

#### Silvicultura
Representa 15% da superfície agrícola total, com 423 explorações e 2763 hectares de matas e florestas sem culturas sob coberto. Apresenta tendência para a diminuição do número de explorações. Maior representatividade das áreas ocupadas por matas e florestas sem culturas sob coberto.

### Setor secundário

#### Indústria extrativa
Expressão muito significativa a nível concelhio e regional: representa mais de 30% do emprego e cerca de metade do volume de negócios setorial registado na região Oeste. Predominam as pedreiras de calcário (a extração da areia é residual): britas a norte de Alenquer; Atouguia; na Sabreira; a norte do Camaral; no Areeiro e a norte de Marés; e ainda basalto no cabeço de Meca.

#### Indústria transformadora
Apresenta-se especializada em produtos alimentares, não metálicos e metálicos. Importante dinamismo no município, apesar do fraco significado regional: aparecimento de novos estabelecimentos, criação de emprego (28% do valor global concelhio), geração de volume de negócios, alteração da estrutura intrassetorial. Núcleos industriais localizados: Carregado (maior concentração), Cheganças, Abrigada. Enfrenta desafios em termos de qualificação de mão de obra e das atividades.

#### Construção
Importância crescente na estrutura económica concelhia: desenvolvimento nos edifícios para habitação, implantação de unidades empresariais, capacidade de gerar emprego. Principais actividades do setor: construção de edifícios/engenharia civil, instalações especiais (equipamentos técnicos para a utilização normal da construção). Predominam as micro e pequenas empresas dirigidas ao mercado local

### Setor terciário

#### Comércio e serviços
Comércio por grosso representa parte mais significativa da estrutura empresarial: produtos alimentares, bens intermédios, máquinas e equipamentos. Predomínio do pequeno comércio, com exceção da iniciativa outlet factory "Campera Outlet Shopping".

#### Transportes e logística
Desenvolvimento da atividade logística pela centralidade/acessibilidade ao espaço econômico nacional. Atividades de transportes rodoviários de mercadorias potenciam: empregos (+ de 1500), novos estabelecimentos, atividades auxiliares (manuseamento e armazenamento). Localizam-se prioritariamente na parte sul do município (Carregado). Importantes canais de infraestruturas: rede rodoviária (proximidade do porto de Lisboa e do terminal TIR de Alverca do Ribatejo), rede ferroviária (linha do norte), rede elétrica de alta tensão, adutoras de água do Castelo de Bode, Vale da Pedra, Alviela e de furos de captação, corredor aéreo da Base Aérea n.º 2 da Ota, ligação hertziana entre os centros radioelétricos de Lisboa e Montejunto.

#### Turismo
Ainda em expansão na estrutura económica do município: quatro estabelecimentos hoteleiros registados, dois parques de campismo, maior variedade na oferta de refeições e estabelecimentos de bebidas, Vocação para constituir um espaço privilegiado de segunda habitação. Potencialidades turísticas e de lazer favorecidas pela diversidade da paisagem rural, a serra do Montejunto, o Rio Tejo, as quintas e solares e a proximidade a Lisboa.

## Geografia
O Município de Alenquer situa-se na Estremadura e faz parte do distrito de Lisboa. Conta com uma superfície de 304,22 km², e entre os quinze municípios que formam o distrito, apenas o de Torres Vedras e o de Sintra superam esta área.
Na carta distrital, o município desenha aproximadamente um quadrado. Ao norte está limitado pelos municípios de Azambuja e Cadaval, ao sul pelos de Vila Franca de Xira, Arruda dos Vinhos e Sobral de Monte Agraço, a poente pelo de Torres Vedras e a nascente pelo de Azambuja e pelo rio Tejo.
O município de Alenquer estava repartido por 16 freguesias: Abrigada, Aldeia Galega da Merceana, Aldeia Gavinha, Cabanas de Torres, Cadafais, Carnota, Carregado, Meca, Olhalvo, Ota, Pereiro de Palhacana, Ribafria, Santo Estêvão, Triana, Ventosa e Vila Verde dos Francos. Após a Carta Verde da Reforma da Administração Local que se tornara efetiva apos as Autárquicas de 29 de Setembro de 2013 o município passara a dispor de 11 Freguesias, União das Freguesias Abrigada e Cabanas de Torres, União das Freguesias Aldeia Galega da Merceana e Aldeia Gavinha, União das Freguesias Santo Estêvão e Triana, Carnota, União das Freguesias Carregado e Cadafais, Meca, Olhalvo, Ota, União das Freguesias Ribafria e Pereiro de Palhacana, Ventosa, e Vila Verde dos Francos.
A estrutura orográfica do município é dominada, a Norte, pelo perfil arqueado e poderoso da Serra de Montejunto (666 m) que se prolonga a oeste pela Serra Galega e Serra Alta (360 m).
Mais a sul, ganham altura as cumeadas de Monte Redondo (212 m) e da Serra de Ota (167 m), as silhuetas do Cabeço de Meca (279 m) e das Coteinas (218 m).
Depois, em anfiteatro, ondulam as colinas do Falgar (228 m), Cabreira (217 m), Amaral (290 m) e ultrapassada a acrópole de Alenquer, as planuras da Várzea e da Charneca, espraiando-se até à beira-rio, rematam o complexo desenho do relevo da região de Alenquer.
De um modo muito esquemático a área abrangida por todos estes acidentes geográficos pode dividir-se em três zonas bem distintas: a zona serrana - com altitudes máxima, média e mínima de, respetivamente, 666, 260 e 129 metros -,  a zona sub-serrana - com 280, 150 e 22 metros - e, finalmente, a zona de planície, que corresponde à parte baixa do município e abrange cerca de 10% da sua área total - com altitudes máxima, média e mínima aproximadas a 50, 30 e 4 metros.

## História
Alenquer foi ocupada por muçulmanos e conquistada por D. Afonso Henriques. Recebeu foral em 1212 da infanta D. Sancha, filha de Sancho I de Portugal. Contava a lenda que a origem do nome provinha de um cão de seu nome Alão (ver etimologia).
O município de Alenquer desempenhou um papel preponderante em cada época, em cada momento, da História de Portugal. Desses tempos ficaram vestígios materiais, lendas, memórias, tradições, que sendo património de todos nós deve ser entendido e acarinhado.

### Pré-história
De entre os fósseis de animais pré-históricos encontrados na região de Alenquer, destaca-se o Apatosaurus alenquerensis. Foi descoberto pelo geólogo americano Harold Weston Robbins que então trabalhava por conta da Companhia Portuguesa de Petróleos. As ossadas apareceram no meio de um caminho rural, algumas dezenas de metros a Norte de um moinho arruinado chamado Moinho do Carmo, situado a cerca de 1500 metros a Sul de Alenquer.
Depois de uma visita ao local, pessoal dos Serviços Geológicos, sob a direção de Georges Zbyszewski, realizou, em junho de 1949, as escavações, recolhendo 26 enormes vértebras pertencentes ao fóssil de um mesmo animal, muito frágeis, permitindo no entanto serem reconstituídas.
O estudo paleontológico dos pensados revelou tratar-se de um animal do período Jurássico (135-165 milhões de anos), de proporções gigantescas (podendo atingir 35 toneladas de peso, 22 metros de comprimento e 6 de altura), pertencente à família dos Saurópodes herbívoros.
Por se tratar de nova espécie, semelhante ao Apatosaurus da América, e tendo em conta o local onde foi encontrado, recebeu o nome de Apatosaurus alenquerensis. Encontra-se no Museu dos Serviços Geológicos, em Lisboa.

### Origens de Alenquer
A descoberta pelo arqueólogo Hipólito Cabaço de objetos polidos no sítio do Castelo (sem precisar exatamente a localização) e de fragmentos cerâmicos junto da vulgarmente chamada Porta da Conceição parece indício seguro de uma origem pré-histórica da vila, no espaço depois limitado pela fortificação medieval.
As cerâmicas, classificadas por Cabaço como Eneolítico, são por ele descritas como “Diversos fragmentos de vasos campaniformes com desenhos incisos encontrados por baixo da muralha da Porta da Conceição – Alenquer”.
Localizado a meia-encosta, o sítio da Porta da Conceição levanta dúvidas quanto à localização e estrutura do povoado a que estariam associados aqueles vasos. João José Fernandes Gomes, que estudou o espólio, aponta duas possibilidades: a de se tratar de um povoado de tipo castrejo, que ocupara o topo do outeiro do Castelo, a 107 metros de altitude; ou de um povoado que ocupara uma das vertentes do mesmo monte.
A primeira parece, contudo, comprometida. Hipólito Cabaço, que nos anos trinta do século XX realizou escavações na zona da alcáçova do castelo medieval nada encontrou de tempos pré-históricos. Como escreveu Luciano Ribeiro: “Supoz-se que, abaixo do piso relativo à primeira dinastia alguma coisa houvesse das civilizações anteriores. Porém, infelizmente: nada!”.
Aceitando a segunda hipótese – povoado de encosta - não será indiferente a proximidade da Porta da Conceição às inúmeras fontes e nascentes que brotavam no sítio das Águas, de ambos os lados do rio, que era abundante de peixes, conforme relatos modernos.
Também para lá do rio, no monte fronteiro a esta encosta da Porta da Conceição, chamado do Pedregal, Cabaço recolheu, para além de restos paleontológicos e antropológicos, materiais eneolíticos.

### Alenquer sob o domínio romano
Castro ou povoado de encosta, o primitivo núcleo habitacional de Alenquer terá sido mais tarde romanizado (séculos II a.C. a III d.C.).
Bento Pereira do Carmo faz menção da descoberta de moedas dos imperadores Trajano, Adriano, Antonino Pio e outros, quando se reformou o Castelo com obras de terra, para fazer rosto à invasão francesa de 1810.
Inclui ainda este autor, numa relação de inscrições lapidares antigas localizadas por si, e na sua maioria romanas, uma pedra pensada em 1782 no quintal do Padre Pedro Taveira, junto ao Castelo, declarando serem, para si, enigmáticos os caracteres nela gravados, e reproduzi-los então conforme registo que deles fizera Fernando Dantas da Cunha e Brito, falecido em 1787, escrivão dos órfãos de Alenquer e curioso de antiguidades, reprodução essa que, como as de todas as outras inscrições, já não aparecerá quando os textos de Pereira do Carmo são publicados entre 1888 e 1890.
Por volta de 1780 foi demolida uma torre denominada de São Prisco, conforme relata também Bento Pereira do Carmo, a partir de uma lembrança de uma testemunha ocular que lhe chegou às mãos. Conta ele que na dita torre abundavam os cipos e mármores romanos, que depois da demolição foram aplicados como alvenaria ordinária na construção da capela de Nossa Senhora do Monte do Carmo na Praça da Vila (atual Praça Luís de Camões). E lamenta-se: visitando pessoalmente a capela à cata de antiguidades, nem uma só destas pedras históricas vi à flor da parede.
Além destas, notícias de vestígios romanos já só para a Alenquer extramuros. Na igreja de Triana, ou mais concretamente à porta da igreja de Triana, da parte direita quando entramos, existiu um cipo com inscrição reproduzida por Frei Agostinho de Santa Maria no seu Santuário Mariano. Bento Pereira do Carmo procurou-o por 1840 mas já não o encontrou, atribuindo o seu desaparecimento “talvez” à ruína da igreja com o terramoto de 1755.
Vários autores fazem coincidir a cidade de Ierábriga ou Lerábriga, referida no Itinerário, com Alenquer, ou melhor, com uma zona pouco distante da vila, a sul, onde maior e mais variado número de vestígios foi encontrado, entre o lugar das Paredes e as quintas do Bravo e das Sete Pedras. Nas Paredes existiam ainda em meados do século XVIII as muralhas ou paredes de um aqueduto que conduzia águas para a referida Quinta do Bravo. Pela mesma altura, o pavimento duma adega desta quinta, sugeria ter ali existido sumptuoso edifício. Bento Pereira do Carmo, que terá visitado o local por 1840, diz que ainda ali se descobriam pedaços de mosaico. Empregadas em usos domésticos foram as pedras das sepulturas romanas desenterradas junto à quinta, conforme Pereira do Carmo, em sítio a que chama Barrada. Da mesma Quinta do Bravo é proveniente um cipo que desde finais do século XIX se guarda no Museu Arqueológico do Carmo, em Lisboa.
Em 1934 descobre Hipólito Cabaço uma extensa necrópole lusitano-romana, datável do século I, que explora em parte, entre Paredes e Sete Pedras, cerca de 1 km² de tumulizações sucessivas por incineração e inumação, segundo Maria Amélia Horta Pereira, que estudou o espólio de uma sepultura de incineração, constituído por cerca de 60 objetos, entre eles, o dólio e o mobiliário da sepultura, composto por jarrinha, lucerna, escifo, pratos e taça de terra sigilatta, unguentários, boiões, taças e copos em vidro, marca de jogo em osso, fíbula, fivelas, botões, argolas, campainha e outras peças em bronze, ponta de dardo em ferro, pregos em cobre e ferro e até um pequeno fragmento de mosaico. Estes pensados fazem hoje parte da exposição permanente do Museu Municipal Hipólito Cabaço.
A estes se vieram juntar mais tarde, provenientes da Quinta do Bravo, uma pequena ara de mármore, descoberta, quando se procedia à abertura de um poço e uma lucerna com “bico” quebrado.
Na Quinta de Santa Teresa, próxima também da antiga necrópole, se descobriu um relógio de sol, em mármore, e um fragmento de coluna com inscrição latina. 
Depois de se referir à Quinta do Bravo e às Paredes, escreve Bento Pereira do Carmo: Na Quinta da Barradinha, situada um pouco mais longe, sobre a continuação das colinas, ao sul da várzea de Vila Nova, se descobriu, em dezembro de 1839, uma sepultura no pendor da colina para o campo, encerrando um esqueleto, que um proprietário não pode salvar da sacrílega mão dos trabalhadores, fazendo apenas menção de que a cabeça estava voltada a Oriente.
Pela parte superior desta quinta encontram-se espalhadas muitas pedras, quando o sítio não as dá, alguns lanços de parede subterrâneos, e grandíssima quantidade de telhas e tijolos de tamanho descomunal, alguns menos quebrados têm sido postos em reserva, como raridade; os entulhos (que assim lhe podemos chamar) continuam na mesma direção até ao Casal da Telhada.
Bem sei que estas ruínas equívocas e sem caracter que o tempo engoliu, como faz a tudo, e fez ás moedas que por entre elas apareceram e vão aparecendo, põe a questão fora de toda a dúvida. Pertencem estas moedas, de que o proprietário vai fazendo coleção, aos imperadores Trajano, Adriano, António Pio e outros.
O proprietário da quinta, naquele tempo, seria o próprio Bento Pereira do Carmo.
O Museu Municipal Hipólito Cabaço possui algumas peças lusitano-romanas encontradas na Barradinha, das quais se destacam uma mísula ou capitel de mármore branco e um fragmento de asa de ânfora com marca de oleiro.

### O domínio árabe e reconquista cristã de Alenquer
Entre os séculos III e VIII da nossa Era, sucedem-se as invasões bárbaras: alanos, vândalos, suevos e visigodos. Guilherme Henriques, baseando-se nos escritores mais abalizados afirma que a fundação do castelo de Alenquer se deu com a entrada dos visigodos em território português.
Outros autores creem em fundação posterior. Estabelecidos na Península a partir de 711, terão os árabes aproveitado os recursos defensivos do sítio de Alenquer, nomeadamente a sua posição na linha do Tejo, para aqui edificar uma fortificação.
Dentro das muralhas, a mesquita, erguia-se, segundo a tradição, no mesmo local onde depois se edificou a igreja de Santo Estevão, matriz da vila, também esta demolida em 1870 para dar lugar à construção da Aula do Conde de Ferreira, onde hoje está instalado o Museu Municipal Hipólito Cabaço. Acerca desta demolição escreve Guilherme Henriques, que quando se derrubou a torre, viu-se perfeitamente que havia n’ella uma especie de cunhal de cantaria de forma muito diversa à da torre.
É tradição também que a chamada Torre da Couraça, no sítio das Águas, fora construída ou, pelo menos, começada pelos mouros, conta Henriques, porque havendo nos seus alicerces uma copiosa nascente quiseram, d’este modo, conseguir o abastecimento d’agua, único requisito para ser a praça inexpugnável, acrescentando que o mais provável é que a torre foi começada quando a notícia das conquistas de D. Afonso Henriques obrigava os mouros a lançar mão de tudo quanto pudesse contribuir para a segurança das suas praças e castellos.
De resto, e à falta de outros vestígios, está o legado mouro patente na própria estrutura urbana da Alenquer medieval, intramuros, como lembra Aldo Paviani, estreitas tortuosas e íngremes ruas, entrecortadas por ‘becos’, ‘travessas’ e ‘escadinhas'.

### O Foral
Em 1212, Alenquer é entregue a D. Sancha ( Saibam todos que eu a rainha D. Sancha, filha d'el-rei D. Sancho, que foi filho de Afonso I, rei de Portugal, pela graça Deus, senhora do castelo chamado Alenquer, de minha espontânea vontade, bom ânimo e íntimo amor do coração, dou e concedo ao sobredito castelo e a todos os seus habitantes tanto presentes como futuros, bom foral), que no mesmo ano lhe atribui foral. Por se tratar apenas da consolidação de uma situação já existente, este diploma não especifica os limites do termo da vila.
D. Dinis concederá novo foral à vila em 1302, reformado em 1510, na sequência da reforma dos forais promovida por D. Manuel.

### O município de Alenquer, e a sua constituição
O concelho de Alenquer foi constituído num passado recente no fervilhar do processo liberal entre 1832 e 1855, no período que corresponde, culturalmente, às gerações do Romantismo.
Nesse processo conturbado de profunda transformação da sociedade e do municipalismo do País, após a extinção dos forais (1832) desapareceram dois (Vila Verde dos Francos e Aldeia Galega) dos três antigos concelhos medievais que formam hoje o atual município.
Com a promulgação das três leis (finanças públicas, administração civil e judicial) em 1832 e a divisão do País em províncias, comarcas e concelhos tornando distintas as funções administrativas das judiciais, mudando por completo a maioria das normas vigentes da administração pública, foram várias as alterações do termo e da comarca de Alenquer.
Em 1832, o decreto de 16 de maio, colocou Alenquer como cabeça de comarca de quinze vilas entre as quais Aldeia Galega. Vila Verde, concelho e vila, ficou a pertencer a Torres Vedras. Posteriormente, a «novíssima reforma judicial» (1854) deixou a comarca de Alenquer reduzida apenas a seis julgados: Alcoentre, Aldeia Galega, Alenquer, Azambuja, Cadaval e Sobral. O julgado de Vila Verde foi extinto.
Em 1837, a lei de 12 de junho constituiu o concelho de Alenquer marcando-lhe quatro freguesias na vila e no seu termo as seguintes: Atouguia, Cabanas de Torres, Cadafais, Carnota, Espiçandeira, Olhalvo, Ota, Palha Cana, Paul de Ota, Santa Quitéria e Vila Nova da Rainha. Esta última, posteriormente passou para o concelho de Azambuja. Em 22 de dezembro deste mesmo ano (1837) o Vale do Carregado que pertencia a Vila Franca, passou para Alenquer.
Em 1854, Vila Verde perdeu o último vestígio do seu caráter municipal e passou a fazer parte do concelho de Aldeia Galega.
Em 1855, no mês de dezembro, foi extinto o concelho de Aldeia Galega. O seu «distrito» ficou junto ao de Alenquer, «formando ambos o concelho como atualmente se pensa». Era o começo de um novo período da história local.
Os melhoramentos materiais da Regeneração chegaram com as estradas, o caminho de ferro, as fábricas, a opulência de algumas quintas residenciais da burguesia triunfante e a construção majestosa do edifício dos paços do concelho. Nesta época, Alenquer ganha importância industrial.
Os movimentos literário e artístico do Romantismo passaram pela Casa de João de Deus na Cortegana, pela casa do pintor Ribeiro Cristino do «Grupo do Leão» no Arneiro, pela casa de Guilherme João Carlos Henriques na Carnota e pelas «Farpas» assinadas por Ramalho Ortigão reclamando «durante o verão pelo menos, um vapor em que se navegue pelo Tejo acima até ao Carregado, como noutro tempo».
As vicissitudes do liberalismo e a sua repercussão cultural mudaram, assim, a face do Concelho de Alenquer no século XIX.

### Lendas
Segundo Guilherme João Carlos Henriques

#### A Lenda do Alão Quer
Existem duas versões distintas acerca da derivação do nome da vila de Alenquer. Uma das versões conta que D. Afonso Henriques se deparou com uma cidade fortemente defendida pelos mouros e decidiu conquistá-la. Diz-se que na manhã em que o rei decidiu tomar o castelo, indo ele com o seu séquito tomar banho no rio e fazer as suas correrias, viram que um cão grande e pardo, que vigiava as muralhas do castelo e se chamava Alão, calou-se e lhes fez muitas festas. El rei, tomando isso por bom presságio, decidiu começar o ataque ao castelo dizendo o "Alão QUER". Estas palavras teriam servido para o futuro apelido da vila. A outra versão conta que o cão chamado Alão levava as chaves na boca, todas as noites, pela muralha fora até à Casa do Governador, e que os cristãos, aproveitando-se dos instintos do animal, prenderam então uma cadela debaixo duma oliveira à vista do cão, que galgou o muro, entregando as chaves aos portugueses. Estas lendas não têm até hoje nenhum fundamento comprovado, mas é certo que o brasão da vila tem um cão, o que de algum modo dá crédito à lenda.

#### Boi Marciano
No centro da povoação está o templo majestoso erigido em honra de Nossa Senhora da Piedade, objecto de um fevroso culto durante 500 anos. Conta a tradição que em 1305 um pastor de Aldeia Galega, pastando seus bois nas charnecas vizinhas, notou que todas as tardes a certa hora lhe faltava um boi da manada chamado marciano tomando mais tarde a aparecer. Admirado do caso espreitou o animal e seguindo-lhe o rasto, foi pensa-lo ajoelhado aos pés de um carvalheiro e entre a folhagem da árvore via-se uma imagem pequenina de Nossa Senhora. O pastor apressou-se em avisar o prior de Aldeia Galega e ele com os habitantes foram buscar a imagem, e a trouxeram para a igreja paroquial. Na mesma noite a imagem desapareceu e foram pensa-la novamente no carvalheiro. Entenderam que a Senhora assim queria mostrar desejos de estar para sempre n'aquele sitio e por isso lhe fizeram uma ermida ali mesmo, que logo se tornou muito concorrida pela fama dos milagres que por intervenção da Senhora se faziam.
O pastor que descobriu a imagem dedicou-se ao serviço da Senhora, servindo de ermitão da mesma ermida, e quando faleceu foi enterrado debaixo do altar d'ella. Nos anos posteriores os devotos vinham colher terra da sua sepultura para curar os padecimentos que os afligia.

#### Milagre das Rosas
Resolveu a Santa fazer aqui uma igreja, e segundo a tradição houve um principio milagroso a essa obra. Havia, e talvez ainda haja no cartório d'esta casa um livro em que se pensava uma memória escrita por Francisco Telles, que foi escrivão da confraria em 1561, que dizia que n'um livro velho que se pensou na câmara d'esta vila, havia uma escritura feita por tabelião pela qual constava que Santa Isabel sonhara que era vontade de Deus que ela fundasse uma igreja ao Espírito Santo, junto ao rio, e que mandando abrir os alicerces os encontrara já riscados e principiados sem saber por quem, não tendo havido nas véspera sinais de tal obra. Mandando principiar a construção, no primeiro dia indo a Santa ver, deu uma rosa a cada pedreiro e servente, que eles guardaram em sitio oculto até á noite. Quando ao largar do trabalho procuraram as rosas, encontraram no lugar de cada rosa um dobrão de oiro.

#### Ouvido do mar
No alto de Montejunto havia uma lagoa. Falava-se dela em segredo. Animal que lá caísse era engolido sem deixar rasto. «Ela nunca seca e há quem diga que não tem fundo».
Os antigos acreditavam que a lagoa era mesmo um "ouvido do mar".

#### Santa Quitéria de Meca
Conta a tradição que no ano de 1238 aparecera "n'um espinheiro, no sitio da quinta de S. Braz, uma imagemzinha de Santa Quitéria advogada contra o terrível padecimento a hidrofobia."
Levantou-se uma ermidazinha para receber a imagem no sitio aonde apareceu mas as curas milagrosas atributados por intercessão da Santa foram tantas e deram logar a tamanha concorrência de devotos, que foi necessário edificar uma ermida maior, o que se fez no sitio da atual capela. Formou-se depois uma confraria que pelo curso dos anos se tornou uma das mais ricas de Portugal, e o reinado de D. Maria I resolveu-se edificar uma ermida com a magnificência e solidez devida a tão respeitável e abastada corporação.

#### Senhora da Ameixoeira
A uns 4 km de Abrigada, por trás de Monte Redondo, no meio da charneca aonde algum tempo passava a antiga estrada real de Lisboa às Caldas, existem ainda as paredes arruinadas de uma sumptuosa igreja e espaçosa casa, que durante mais de cinco séculos receberam os devotos que vinham em romaria oferecer o seu culto a Nossa Senhora, venerada debaixo do distintivo da “Ameijoeira”.
Segundo o autor do “Santuário Mariano”, havia aqui no início do século VIII uns eremitas que prestavam culto a Nossa Senhora, cuja imagem estava numa capela no meio da charneca, e parece que a Santíssima Virgem querendo robustecer a sua fé e aumentar a sua devoção, lhes apareceu visivelmente, deixando-lhes por memória da sua visita a impressão da planta do seu sagrado pé estampada em uma pedra. Quando em 717 a entrada dos mouros na região derramou terror e pânico entre os poucos cristãos da península, parece que os pobres eremitas receando o martírio para si e o desacato para a sua querida imagem, resolveram fugir, enterrando primeiramente os objetos de culto.
Passados cinco séculos, estando Frei Sueiro Gomes no seu recém-fundado convento de Monte-Junto, sucedeu-lhe durante as vigílias da noite lançar a vista sobre a extensa charneca que se desenrola desde Alenquer até ao Cercal, e com bastante admiração viu no sítio de uma quinta chamada de Ameijoeira, que pertencia ao vassalo ou fidalgo Nuno Gonçalves, muitas luzes, ao passo que lhe chegaram aos ouvidos os cantos harmoniosos de um coro que bem parecia celeste. Repetindo-se este espetáculo o frade deu parte a D. Afonso II, que se pensava sitiado em Alcacer do Sal. Depois de tomar a praça el-rei dirigiu-se, acompanhado pelo bispo de Lisboa e principais personagens da corte, ao sitio indicado, e lá, cavando, apareceu um cofre, tirado o qual, imediatamente do fundo da cova brotou um copioso nascente de água que ainda existe.
Aberto o cofre pensou-se n’elle a imagem da Senhora com a pedra sagrada e dois pergaminhos que em latim bárbaro e difícil de traduzir dizia o seguinte:
I. “No anno 717 em que entra o Agareno em Hespanha com total destruição de templos e imagens, havendo já muitos annos que habitavamos este deserto, vendo as nossas vidas em perigo, nos deliberámos ao desamparar, por não vermos tão feras barbaridades e tão feios desacatos; e não podendo levar esta santa imagem a deixámos aqui no mesmo logar. Ella seja servida de se guardar das mãos dos barbaros. Amen.”
II. “Em nome de Deus Verdadeiro, esta pedra é a mesma em que a virgem Santissima se dignou estampar a sua sagrada planta vindo em corpo e alma visitar esta última parte do mundo. A 10 das kalendas de Janeiro, era de 717 (anno de 679). Seja o Senhor servido defendel-a das mãos dos mouros. Amen.”

## Freguesias

Freguesias do município de Alenquer.

Após a Reorganização Administrativa do Território das Freguesias, o município de Alenquer passou de 16 freguesias para as atuais 11 freguesias:
- Abrigada e Cabanas de Torres
- Aldeia Galega da Merceana e Aldeia Gavinha
- Alenquer (Santo Estêvão e Triana)
- Carnota
- Carregado e Cadafais
- Meca
- Olhalvo
- Ota
- Ribafria e Pereiro de Palhacana
- Ventosa
- Vila Verde dos Francos

## Património
- Portal manuelino do Convento de São Francisco
- Túmulo de Damião de Góis
- Fábrica Nova da Romeira
- Capela de Santa Catarina (Alenquer)
- Capela da Igreja de São Pedro (Alenquer)
- Castelo de Alenquer

## Evolução demográfica
| Número de habitantes | Número de habitantes | Número de habitantes | Número de habitantes | Número de habitantes | Número de habitantes | Número de habitantes | Número de habitantes | Número de habitantes | Número de habitantes | Número de habitantes | Número de habitantes | Número de habitantes | Número de habitantes | Número de habitantes | Número de habitantes |
| -------------------- | -------------------- | -------------------- | -------------------- | -------------------- | -------------------- | -------------------- | -------------------- | -------------------- | -------------------- | -------------------- | -------------------- | -------------------- | -------------------- | -------------------- | -------------------- |
| 1864                 | 1878                 | 1890                 | 1900                 | 1911                 | 1920                 | 1930                 | 1940                 | 1950                 | 1960                 | 1970                 | 1981                 | 1991                 | 2001                 | 2011                 | 2021                 |
| 17 443               | 19 764               | 22 976               | 24 774               | 26 340               | 27 168               | 30 015               | 32 597               | 34 477               | 34 998               | 32 586               | 34 575               | 34 098               | 39 180               | 43 267               | 44 442               |

(Obs.: Número de habitantes "residentes", ou seja, que tinham a residência oficial neste município à data em que os censos  se realizaram.)	
| Número de habitantes por Grupo Etário | Número de habitantes por Grupo Etário | Número de habitantes por Grupo Etário | Número de habitantes por Grupo Etário | Número de habitantes por Grupo Etário | Número de habitantes por Grupo Etário | Número de habitantes por Grupo Etário | Número de habitantes por Grupo Etário | Número de habitantes por Grupo Etário | Número de habitantes por Grupo Etário | Número de habitantes por Grupo Etário | Número de habitantes por Grupo Etário | Número de habitantes por Grupo Etário | Número de habitantes por Grupo Etário |
| ------------------------------------- | ------------------------------------- | ------------------------------------- | ------------------------------------- | ------------------------------------- | ------------------------------------- | ------------------------------------- | ------------------------------------- | ------------------------------------- | ------------------------------------- | ------------------------------------- | ------------------------------------- | ------------------------------------- | ------------------------------------- |
|                                       | 1900                                  | 1911                                  | 1920                                  | 1930                                  | 1940                                  | 1950                                  | 1960                                  | 1970                                  | 1981                                  | 1991                                  | 2001                                  | 2011                                  | 2021                                  |
| 0-14 Anos                             | 8 755                                 | 9 210                                 | 8 961                                 | 10 417                                | 10 203                                | 9 257                                 | 8 448                                 | 7 355                                 | 7 477                                 | 6 066                                 | 6 190                                 | 7 137                                 | 6 663                                 |
| 15-24 Anos                            | 4 330                                 | 4 823                                 | 4 938                                 | 5 467                                 | 6 017                                 | 6 538                                 | 5 662                                 | 4 480                                 | 4 750                                 | 4 898                                 | 5 177                                 | 4 426                                 | 4 958                                 |
| 25-64 Anos                            | 10 099                                | 10 852                                | 11 705                                | 12 685                                | 14 174                                | 16 261                                | 18 000                                | 17 260                                | 17 809                                | 17 678                                | 21 050                                | 24 127                                | 23 833                                |
| = ou > 65 Anos                        | 1 440                                 | 1 464                                 | 1 514                                 | 1 915                                 | 2 074                                 | 2 375                                 | 2 888                                 | 3 395                                 | 4 539                                 | 5 456                                 | 6 763                                 | 7 577                                 | 8 988                                 |

(Obs: De 1900 a 1950 os dados referem-se à população "de facto", ou seja, que estava presente no município à data em que os censos se realizaram. Daí que se registem algumas diferenças relativamente à designada população residente)

## Personalidades ilustres
- Barão de Alenquer
- Damião de Góis — historiador e humanista
- João Mário — pintor
- Hipólito Cabaço — arqueólogo
- Mariano de Carvalho — professor, jornalista e político
- Marquês de Alenquer
- Palmira Bastos — atriz
- Visconde de Alenquer

## Cultura
- Biblioteca Municipal de Alenquer
- Museu João Mário
- Museu do Vinho (Celeiro Público)
- Museu Municipal Hipólito Cabaço (na antiga Escola do Conde Ferreira) - Encerrado
- Museu Damião de Goes e das vítimas da Inquisição (na Igreja de Santa Maria da Várzea)[13]
- Casa Museu Palmira Bastos
- Teatro Ana Pereira (propriedade da Santa Casa da Misericórdia, cedido à Liga dos Amigos de Alenquer - Encerrado)

## Desporto
Além de associações desportivas, Alenquer também possui uma várias infraestruturas desportivas, tais como:
- Campo de Futebol
- Pavilhão Polivalente
- Piscina Municipal
- Pista de Atletismo
- Campo de Ténis
- Ringue Descoberto
- Skate Parque

## Política
O município de Alenquer é administrado por uma câmara municipal composta por um presidente e seis vereadores. Existe uma assembleia municipal, que é o órgão deliberativo do município, constituída por 32 deputados (dos quais 21 eleitos diretamente).
O cargo de Presidente da Câmara Municipal é atualmente ocupado por Pedro Folgado, reeleito em 2021 pelo Partido Socialista (PS), tendo maioria absoluta de vereadores na câmara (5). Existem ainda um vereadores eleitos pelo PPD/PSD e um pela CDU (PCP-PEV). Na Assembleia Municipal, o partido mais representado é novamente o PS, com 10 deputados eleitos e 9 presidentes de Juntas de Freguesia (maioria absoluta), seguindo-se o PSD (4; 0), a CDU (3; 0), o CH (2; 0), a coligação Fazer Cumprir Alenquer (CDS-PP.NC.MPT.A.PPM) (1; 0) e o Bloco de Esquerda (1; 0). Existe ainda dois deputados por inerência, a Presidente da Junta de Freguesia de Vila Verde dos Francos e Aldeia Galega da Merceana e Aldeia Gavinha, eleita como independente por um grupo de cidadãos eleitores (Independentes pela Freguesia). O Presidente da Assembleia Municipal é Fernando Silva, do PS.
| Órgão                           | PS | PPD/PSD | PCP-PEV | CH | Fazer Cumprir Alenquer (CDS-PP.NC.MPT.A.PPM) | BE | Independentes pela Freguesia |
| Câmara Municipal                | 5  | 1       | 1       | 0  | 0                                            | 0  | 0                            |
| Assembleia Municipal            | 19 | 4       | 3       | 2  | 1                                            | 1  | 1                            |
| dos quais: eleitos directamente | 10 | 4       | 3       | 1  | 1                                            | 1  | 0                            |

### Eleições autárquicas[14]
| Data | %     | V     | %            | V            | %       | V       | %      | V      | %          | V          | %              | V    | %              | V        | %              | V      | %              | V   | %              | V   | %       | V       | %   | V   | %              | V  | %   | V   | %  | V  | % | V | Participação |                |
| Data | PS    | PS    | FEPU/APU/CDU | FEPU/APU/CDU | PPD/PSD | PPD/PSD | CDS-PP | CDS-PP | PCTP/ MRPP | PCTP/ MRPP | GDUP           | GDUP | AD             | AD       | UDP/BE         | UDP/BE | PPM            | PPM | PSN            | PSN | PSD-CDS | PSD-CDS | MPT | MPT | CH             | CH | GCE | GCE | NC | NC | A | A | Participação |                |
| ---- | ----- | ----- | ------------ | ------------ | ------- | ------- | ------ | ------ | ---------- | ---------- | -------------- | ---- | -------------- | -------- | -------------- | ------ | -------------- | --- | -------------- | --- | ------- | ------- | --- | --- | -------------- | -- | --- | --- | -- | -- | - | - | ------------ | -------------- |
| Data | 1976  | 44,02 | 4            | 25,48        | 2       | 13,53   | 1      | 8,47   | -          | 2,29       | -              | 2,12 | -              |          |                |        |                |     |                |     |         |         |     |     |                |    |     |     |    |    |   |   |              | 58,58 / 100,00 |
| 1979 | 43,45 | 3     | 29,21        | 2            | AD      | AD      | AD     | AD     | 2,04       | -          |                |      | 22,10          | 2        | 0,58           | -      | AD             | AD  | 75,66 / 100,00 |     |         |         |     |     |                |    |     |     |    |    |   |   |              |                |
| 1982 | 52,18 | 4     | 26,34        | 2            | AD      | AD      | AD     | AD     | 0,73       | -          | 17,61          | 2    |                |          | 74,55 / 100,00 |        | AD             | AD  |                |     |         |         |     |     |                |    |     |     |    |    |   |   |              |                |
| 1985 | 52,38 | 4     | 24,21        | 2            | 16,54   | 1       | 2,71   | -      | 1,31       | -          |                |      |                |          | 67,44 / 100,00 |        |                |     |                |     |         |         |     |     |                |    |     |     |    |    |   |   |              |                |
| 1989 | 50,87 | 4     | 20,30        | 1            | 21,11   | 2       | 2,51   | -      | 1,95       | -          | 63,30 / 100,00 |      |                |          |                |        |                |     |                |     |         |         |     |     |                |    |     |     |    |    |   |   |              |                |
| 1993 | 54,51 | 5     | 18,80        | 1            | 19,81   | 1       | 2,04   | -      |            |            | 1,44           | -    | 65,65 / 100,00 |          |                |        |                |     |                |     |         |         |     |     |                |    |     |     |    |    |   |   |              |                |
| 1997 | 55,30 | 5     | 18,44        | 1            | 16,99   | 1       | 4,45   | -      | 0,77       | -          | 59,34 / 100,00 |      |                |          |                |        |                |     |                |     |         |         |     |     |                |    |     |     |    |    |   |   |              |                |
| 2001 | 49,48 | 4     | 19,07        | 1            | 24,91   | 2       | 2,58   | -      |            |            | 58,04 / 100,00 |      |                |          |                |        |                |     |                |     |         |         |     |     |                |    |     |     |    |    |   |   |              |                |
| 2005 | 42,62 | 3     | 20,12        | 1            | CDS     | CDS     | PSD    | PSD    | PSD/ CDS   | PSD/ CDS   | 32,25          | 3    | PSD/ CDS       | PSD/ CDS | 59,46 / 100,00 |        |                |     |                |     |         |         |     |     |                |    |     |     |    |    |   |   |              |                |
| 2009 | 39,99 | 3     | 16,25        | 1            | CDS     | CDS     | PSD    | PSD    | PSD/ CDS   | PSD/ CDS   | 4,98           | -    | PSD/ CDS       | PSD/ CDS | 36,07          | 3      | 60,44 / 100,00 |     |                |     |         |         |     |     |                |    |     |     |    |    |   |   |              |                |
| 2013 | 41,85 | 4     | 16,51        | 1            | CDS     | CDS     | PSD    | PSD    | PSD/ CDS   | PSD/ CDS   | 6,38           | -    | PSD/ CDS       | PSD/ CDS | 28,25          | 2      | 50,98 / 100,00 |     |                |     |         |         |     |     |                |    |     |     |    |    |   |   |              |                |
| 2017 | 53,44 | 4     | 14,07        | 1            | CDS     | CDS     | PSD    | PSD    | 5,15       | -          |                |      | 22,00          | 2        |                |        | 49,68 / 100,00 |     |                |     |         |         |     |     |                |    |     |     |    |    |   |   |              |                |
| 2021 | 42,41 | 5     | 11,48        | 1            | 14,56   | 1       | 6,43   | -      | 5,69       | -          | CDS            | CDS  |                |          | CDS            | CDS    | 7,44           | -   | 6,85           | -   | CDS     | CDS     | CDS | CDS | 49,08 / 100,00 |    |     |     |    |    |   |   |              |                |

### Eleições legislativas
| Data | %     | %     | %     | %     | %     | %        | %     | %     | %    | %     | %    | %   | %       | % | %  | %  |
| Data | PS    | PCP   | PSD   | CDS   | UDP   | APU/ CDU | AD    | FRS   | PRD  | PSN   | B.E. | PAN | PSD CDS | L | CH | IL |
| ---- | ----- | ----- | ----- | ----- | ----- | -------- | ----- | ----- | ---- | ----- | ---- | --- | ------- | - | -- | -- |
| 1976 | 43,47 | 23,85 | 15,18 | 5,99  | 1,25  |          |       |       |      |       |      |     |         |   |    |    |
| 1979 | 33,96 | APU   | AD    | AD    | 1,54  | 30,08    | 27,92 |       |      |       |      |     |         |   |    |    |
| 1980 | FRS   | APU   | AD    | AD    | 1,11  | 26,78    | 28,87 | 34,40 |      |       |      |     |         |   |    |    |
| 1983 | 43,22 | APU   | 16,12 | 7,09  | 0,64  | 27,55    |       |       |      |       |      |     |         |   |    |    |
| 1985 | 23,49 | APU   | 19,12 | 4,61  | 0,85  | 22,90    | 23,97 |       |      |       |      |     |         |   |    |    |
| 1987 | 27,01 | CDU   | 36,69 | 2,78  | 0,84  | 18,83    | 7,39  |       |      |       |      |     |         |   |    |    |
| 1991 | 34,13 | CDU   | 39,55 | 3,15  |       | 14,23    | 0,89  | 1,60  |      |       |      |     |         |   |    |    |
| 1995 | 49,75 | CDU   | 23,72 | 6,95  | 0,68  | 14,17    |       | 0,22  |      |       |      |     |         |   |    |    |
| 1999 | 50,47 | CDU   | 21,97 | 6,18  |       | 15,13    | 0,23  | 1,81  |      |       |      |     |         |   |    |    |
| 2002 | 44,65 | CDU   | 29,62 | 6,60  | 12,29 |          | 2,41  |       |      |       |      |     |         |   |    |    |
| 2005 | 50,51 | CDU   | 19,95 | 5,04  | 12,74 | 6,01     |       |       |      |       |      |     |         |   |    |    |
| 2009 | 40,68 | CDU   | 19,87 | 8,34  | 13,46 | 11,03    |       |       |      |       |      |     |         |   |    |    |
| 2011 | 31,47 | CDU   | 29,18 | 10,61 | 12,61 | 5,92     | 0,93  |       |      |       |      |     |         |   |    |    |
| 2015 | 34,88 | CDU   | CDS   | PSD   | 14,25 | 11,13    | 1,29  | 29,15 | 0,73 |       |      |     |         |   |    |    |
| 2019 | 41,28 | CDU   | 18,54 | 3,68  | 10,14 | 10,01    | 2,91  |       | 1,08 | 1,77  | 1,02 |     |         |   |    |    |
| 2022 | 44,58 | CDU   | 20,67 | 1,57  | 7,11  | 4,90     | 1,38  | 1,40  | 9,89 | 4,53  |      |     |         |   |    |    |
| 2024 | 28,68 | CDU   | AD    | AD    | 5,48  | 21,56    | 4,75  | 1,90  | 3,48 | 22,94 | 5,11 |     |         |   |    |    |
| 2025 | 23,69 | CDU   | AD    | AD    | 4,88  | 24,67    | 2,05  | 1,36  | 4,49 | 28,11 | 5,41 |     |         |   |    |    |

## Cidades irmanadas
Angra do Heroísmo

## Alenquer, Vinhos DOC
A região de Alenquer produz alguns dos mais prestigiados vinhos DOC da região de Lisboa (tintos e brancos). Nesta zona as vinhas são protegidas dos ventos atlânticos, favorecendo a maturação das uvas e a produção de vinhos mais concentrados. Noutras zonas da região de Lisboa, os vinhos tintos são aromáticos, elegantes, ricos em taninos e capazes de envelhecer alguns anos em garrafa. Os vinhos brancos caracterizam-se pela sua frescura e carácter citrino.
Os melhores vinhos DOC desta zona provêm de castas tintas como por exemplo, a casta Castelão, a Aragonez (Tinta Roriz), a Touriga Nacional, a Tinta Miúda e a Trincadeira que por vezes são lotadas com a Alicante Bouschet, a Touriga Franca, a Cabernet Sauvignon e a Syrah, entre outras. Os vinhos brancos são normalmente elaborados com as castas Arinto, Fernão Pires, Seara-Nova e Vital, apesar da Chardonnay também ser cultivada. Alenquer, dispõe de um Museu do Vinho,  a funcionar desde abril de 2006, o Museu do Vinho do Oeste expõe, dá a provar e permite a aquisição dos melhores vinhos da região. São 12 os produtores que marcam presença. Os vinhos de Abrigada, Anjo, Boavista, Carneiro, Chocapalha, Cortezia, D. Carlos, Margem d’Arada, Monte d’Oiro, Pancas, Plátanos e Valle do Ripenso, quintas do concelho de Alenquer, possibilitaram o arranque do portal.
O edifício do século XIX que acolhe a mostra tem também patente uma exposição relativa à evolução das técnicas e instrumentos associados à produção vitivinícola, um auditório e espaço para provas e concursos. O museu promove, ainda, os percursos disponibilizados pela Rota da Vinha e do Vinho do Oeste: “Linhas de Torres”, “Óbidos” e “Quintas de Alenquer”. A entrada no museu e os percursos são gratuitos, sendo que as provas de vinhos nas quintas a visitar estão sujeitas aos valores estipulados pelos produtores. Os percursos são organizados através de marcação.
Situado no bairro do Areal, o Portal ocupa um edifício datado de 1811. O Real Celleiro Público guardou as sementes que possibilitaram o auxílio aos agricultores do concelho depois das invasões francesas. Recuperado pela Câmara Municipal de Alenquer, em parceria com a Região de Turismo do Oeste e com a Associação da Rota da Vinha e do Vinho, está próximo de vários sítios de interesse histórico. A Torre da Couraça, sob a qual brotava uma das mais importantes nascentes da vila, ou a Real Fábrica do Papel (hoje Moagem) são dois deles. Este bairro foi, de resto, calcorreado por Damião de Goes, que ali nasceu.

### Rota do Vinho
Pelo concelho de Alenquer, pode-se visitar e provar os vinhos de diversas Quintas e produtores, desde Brancos aromáticos e persistentes no sabor, tintos, vivos e brilhantes enquanto novos, de raro “bouquet” quando envelhecidos, são a herança de séculos de atividade vinícola nas famosas “Quintas de Alenquer”.
Alenquer “vila presépio”, terra de Damião de Góis, abre-lhe as portas a um percurso feito das belas aldeias rurais do Oeste, com os seus moinhos e casario branco, entrecortados por imponentes casas solarengas e um conjunto monumental de Igrejas e Conventos de grande valor.
Porto da Luz, Meca, Aldeia Galega, Aldeia Gavinha, Merceana, Atalaia, Penedos ou Abrigada são, apenas, alguns exemplos desta ruralidade contagiante, que o acompanhará até à Serra de Montejunto, com a aldeia de Pragança, a Real Fábrica do Gelo, o Parque de Campismo Rural e o Centro de Interpretação Ambiental.

#### Quinta do Carneiro
Com 50 hectares de vinhas de diferentes castas nacionais e estrangeiras, num pequeno planalto e em encostas suaves estendidas em várias exposições que lhe conferem vantagens na rápida acumulação de açúcares, polifenois e aromas.

#### Quinta de Pancas
A Quinta de Pancas foi fundada em 1495 pela família Guimarães e ficou na sua posse até 2006, ano em que a Companhia das Quintas adquiriu a parte agrícola da Quinta e em 2008 o casal Phillimore adquiriu o Solar da Quinta de Pancas. Situada na Estremadura no “Alto Concelho de Alenquer”, junto à aldeia de Pancas, esta propriedade é fortemente marcada pela arquitectura do seu Solar, nomeadamente o arco de entrada e os painéis de azulejo do século XVI. Quinta de Pancas tem uma enorme tradição e história na produção de vinhos de qualidade. O microclima das encostas viradas a leste é ideal para a maturação de castas nobres, que inclui as variedades Touriga Nacional e Cabernet Sauvignon. Dias soalheiros e noites frescas dão como resultado vinhos de grande generosidade possuidores de sabores aromáticos e de equilibrada estrutura.
A Quinta de Pancas tem aproximadamente 50ha de vinhas onde se produz vinhos brancos e tintos de grande notoriedade tendo recebido inúmeros prémios nos maiores concursos internacionais do vinho.

#### Quinta de D. Carlos
Quinta de D. Carlos significa viajar até ao séc. XVI, data em que Simão da Cunha - neto do célebre navegador e embaixador Tristão da cunha  instituíram, com esta propriedade, o Morgado dos Cunhas. A posse desta Quinta tem, desde essa altura, permanecido na mesma família. A casa foi restaurada em 2003 pelo atual proprietário, descendente directo de Tristão da Cunha. A traça arquitectónica deve-se a D. Manuel da Cunha (sec. XVII). Um verdadeiro tesouro a descobrir. Um longo túnel dá acesso à área de instalações agrícolas. Possui uma capela privativa de elevado valor.

#### Quinta da Boavista
A experiência e saber de várias gerações e os cerca de 50 hectares de vinha, contribuem para a produção de prestigiadas marcas, maioritariamente exportadas, com destaque para o “Palha-Canas”, “Touriz” e da atual maior colecção de varietais do País.

#### Quinta da Espiga
Possui mais de 100 hectares de vinha de prestigiadas variedades, numa paisagem de grande beleza e em perfeita harmonia com a natureza, que contribuem para a produção de excelentes vinhos.

#### Quinta da Chocapalha
Os seus notáveis vinhos são referidos desde o século XVI. Afirma-se com uma produção vinícola assente nas mais modernas técnicas, mantendo um cunho tradicional, sinónimo de qualidade e prestígio.

#### Quinta do Pinto
Detém 58 hectares de vinhas que resultam em vinhos de reconhecida qualidade, integrados na categoria DOC de Alenquer, baseada igualmente numa selectiva eleição de castas nacionais e estrangeiras.

#### Quinta dos Plátanos
À saída da povoação, da Merceana em direção à Atalaia na estrada nacional 115 encontra-se o portão ladeado por dois ciprestes, que dá através de estrada alcatroada, acesso ás instalações da Quinta, constituídas pela casa de habitação cuja parte mais antiga remonta ao século XVII, adega, cavalariças, cocheiras e demais dependências ligadas às atividades da Quinta. Os edifícios da Quinta foram sendo construídos ao longo dos tempos. Assim quando no século XVII é instituído o vínculo a favor de António Lobo do Torneio já existia a capela e toda a ala sul com o respectivo torreão. Crescendo posteriormente em direção a norte onde no século XVIII vem a ser construído o outro torreão donde partem as adegas de então, fechando o pátio que nessa altura passa a ter acesso pelo portão do lado nascente. Entrada que até aí se fazia através dum pequeno túnel que ao lado da capela  passava por baixo da casa. Dava acesso a esse túnel a antiga calçada que do lado poente subia ao longo do edifício primitivo.
É na Segunda metade do séc. XIX que o então Visconde de Merceana, José de Menezes Jacques Lobo do Torneo, último administrador do vínculo desempenha um papel notável no combate à filoxera, que havia dizimado as vinhas da Europa começando por França. Já nessa altura se produziam na Quinta vinhos de qualidade que eram exportados para França via Bordéus. Mas não tardou que a praga caminhando através de Espanha, alastrasse pelo Douro a todo o País. Mais uma vez a sua ação se notabilizou quando em conjunto com o Visconde de Chanceleiros, seu grande amigo iniciam o combate ao vírus.
Porém chegando à conclusão da ineficácia de alguns tratamentos e do preço incomportável de outros decide importar da América um bacelo resistente á epidemia, que utiliza não só para recuperar as suas vinhas, mas também ao comercializá-lo, através de todo o país, dá um enorme contributo para a recuperação dos vinhedos portugueses. È ainda ele que constrói as novas cocheiras e cavalariças que atualmente servem para sala de provas, apresentação de vinhos, reuniões e atividades turísticas.

#### Quinta do Monte D’Oiro
É uma referência desde o séc. XVII na produção de vinhos notáveis. Foi adquirida em 1986 pelo gastronómico José Bento dos Santos, que replantou as melhores parcelas – após vários anos de estudos sobre as condições edafo-climáticas – com as castas que melhor se adaptaram aos seus desígnios de elaborar vinhos de alto gabarito, ao estilo europeu (“Velho Mundo”), que concomitantemente fossem vinhos de requintado sentido gastronómico, com um perfil eminentemente talhado para acompanhar em perfeita harmonia pratos de uma genuína cozinha regional, cozinha clássica ou alta cozinha. Após os primeiros anos de consolidação de uma produção de vinhos de consistente alta qualidade, a Quinta do Monte d’Oiro entrou numa nova fase da sua história a partir da colheita de 2006, lançando para o mercado uma nova imagem e vinhos provenientes de uma conversão para a agricultura biológica.
Dos 42 ha da propriedade, apenas 15,5 ha foram replantados com as castas Syrah, Viognier e Petit Verdot, importadas diretamente das suas regiões originais em França, e com as castas portuguesas Touriga Nacional e Tinta Roriz.
Existe a preocupação de produzir uva com rendimentos baixos rendimentos de produção incrementando a qualidade enológica que se pretende dos vinhos. A partir da colheita de 2006 passaram a existir duas famílias de vinhos: Família Quinta do Monte d’Oiro e a Família Originals de José Bento dos Santos, vinhos da autoria do produtor

#### Quinta da Cortezia
A Quinta da Cortezia é desde o Inicio do século XX propriedade da família Reis Catarino e produz vinho desde o final do século XVI. Em resultado das mais avançadas técnicas vitícolas, os vinhos varietais Touriga Nacional, Tinta Roriz e Merlot alcançaram as melhores classificações em Portugal, Estados Unidos, Brasil e Reino Unido.

#### Quinta da Margem D’Arada
É complementada pelas Quinta da Bichinha e a Quinta da Boavista. A sua antiguidade remete-nos à era romana, cujos vestígios são ainda visíveis, existindo também documentos que relacionam a Quinta com o trágico amor de D. Pedro e D. Inês.

#### Quinta do Valle do Ripenso
Situada no Alto Concelho de Alenquer, a 40 minutos de Lisboa, junto à zona protegida da Serra de Montejunto, em local de rara beleza paisagística, descobrimos a antiga e solarenga Quinta  do Valle do Ripenso, inserida entre singulares matas e vinhedos, classificada de relevante valor arquitectónico pela Direcção Geral de Turismo, classificada pelo relevante valor arquitectónico, constitui repositório de abundante azulejaria dos séculos XVII e XVIII.

#### Quinta de Abrigada
Adquirida em 1534 a Fernando Álvares Cabral, filho do célebre descobridor do Brasil, a Quinta da Abrigada encontra-se desde então na posse da família que atualmente a detém. A casa senhorial armoriada de características nitidamente portuguesas, representa várias épocas da arquitetura, sendo mais significativas as que respeitam ao século XVIII, tais como o corpo principal reconstruído depois do terramoto de 1755 e a capela ricamente revestida a azulejos azuis e brancos da época. Comercializamos e exportamos há vários anos os vinhos Quinta da Abrigada, DOC Alenquer tinto e branco.
Sociedade Agrícola Félix Rocha
A Quinta da Ribeira fica situada em Meca, no antigo concelho medieval dos Montes de Alenquer, é actualmente sede da Sociedade Agrícola Félix Rocha. 
Esta quinta começou a ser produtiva em meados do século XIX por iniciativa do bisavô dos actuais proprietários, Sr. Félix Rocha. A quarta geração da família reconheceu a necessidade de inovação para a melhoria da qualidade produtiva investindo, desde 1991, na completa reestruturação das vinhas e da adega.
Presentemente a sociedade explora diversos hectares distribuídos pela Quinta da Ribeira,  Casal do Mato, Casal Novo , Quinta de São Cristóvão e Quinta do Barpenso. A adega da Sociedade Agrícola Félix Rocha foi alvo de uma profunda remodelação tecnológica em 2003. Tendo em vista o cumprimento das estritas regras de higiene, segurança e qualidade alimentar atualizaram-se os materiais utilizados, inovou-se todo o equipamento de vinificação, modernizou-se o laboratório e concebeu-se uma sala própria para o envelhecimento em barricas de carvalho. 

## Filhos de Alenquer
- Damião de Góis
- Pêro de Alenquer
- Alda Gomes
- Álvaro Vasques
- António Passanha
- António Máximo Lopes de Carvalho
- António Vogado de Figueiredo
- Artur Augusto Duarte Luz de Almeida
- Bento Pereira do Carmo
- D. Duarte, Infante de Portugal
- D. Joaquim José Pacheco e Sousa
- D. Tomás de Lima de Vasconcelos Brito e Nogueira
- D. Tomás de Noronha
- Domingos de Araújo
- Duarte Correia
- Francisco Correia do Amaral Castelo Branco
- Francisco de Sousa de Almada
- Hipólito Cabaço
- Jorge Manuel Catalão de Oliveira e Carmo
- José Maria Dantas Pereira de Andrade
- Palmira Bastos
- Sebastião José de Carvalho, Visconde de Chanceleiros

## Associações
Alenquer engloba numerosas associações recreativa e musicais, de entre outras a ALENCULTA, Associação Cultural do Concelho de Alenquer. 
Nas musicais alguns exemplos são a SUMA (Sociedade União Musical Alenquerense), a SFUPA (Sociedade Filarmónica União e Progresso de Abrigada), a SFO (Sociedade Filarmónica Olhalvense) e a AMCT (Associação Musical de Cabanas de Torres), GRFM (Grupo Recreativo Flor de Maio da Labrugeira),(C.I.M.R.C.C.) Centro de Instrução Musical e Recreio de Cabanas do Chão. 
Associações Desportivas: Alenquer Basket Clube, Sport Alenquer e Benfica, Sporting Clube de Alenquer e Associação Desportiva do Carregado.
Associações Juvenis: AJA (Associação de Jovens de Alenquer), os Agrupamentos de Escuteiros 513(Alenquer), 514(Carregado) e 1343(Sant'Ana da Carnota) do Corpo Nacional de Escutas.